# Челкасы (Урмарский район)
Челкасы́ (чув. Чулкаҫ) — село Урмарского района Чувашской Республики. В рамках организации местного самоуправления административный центр Челкасинского сельского поселения, с 2023 года входит в Урмарский муниципальный округ.

## География
Расположен в северо-восточной части региона, в пределах Чувашского плато.
Климат
В Челкасах, как и во всём районе, климат умеренно континентальный с продолжительной холодной зимой и довольно тёплым сухим летом. Средняя температура января −13 °C; средняя температура июля 18,7 °C. За год выпадает в среднем 400 мм осадков, преимущественно в тёплый период. Территория относится к I агроклиматическому району Чувашии и характеризуется высокой теплообеспеченностью вегетационного периода: сумма температур выше +10˚С составляет здесь 2100—2200˚.

## Топоним
Историческое название — Солкасы.

## История
Жители — чуваши, до 1866 государственные крестьяне, занимавшиеся земледелием и животноводством. В начале XX века действовали водяная и две крупообдирочные конные мельницы, шерстобойня. Были развиты портняжные, плотницкий промыслы, пчеловодство и садоводство.
В 1931 образован колхоз «Свобода». С 1948 года функционирует храм Святой Троицы.

### Административно-территориальная принадлежность
Деревня находилась в составе Староарабосинской, Урмарской волостей Цивильского уезда.
Входило (с 2004 до 2022 гг.) в состав Челкасинского сельского поселения муниципального района Урмарский район.
К 1 января 2023 года обе муниципальные единицы упраздняются и село входит в Урмарский муниципальный округ.

## Население
| 2010 | 2012  | 2015 |
| ---- | ----- | ---- |
| 992  | ↗1186 | ↘953 |

## Инфраструктура
- Челкасинская Средняя общеобразовательная школа
- Дошкольная разновозрастная группа при Челкасинской СОШ
- МУК Челкасинский КДЦ